# Elettrotreno MP 89
L'elettrotreno MP 89 (da Metro Pneu 1989) è un convoglio ferroviario metropolitano su pneumatici in uso sulla metropolitana di Parigi. 
Attualmente equipaggia le linee 4 e 6 in diverse versioni e lunghezze.
Ha operato dal 1997 al 2012 sulla linea 1 a guida manuale, e dal 1998 al 2023 sulla linea 14 in versione totalmente automatizzata. Presenta molte novità tecniche, come l'intercircolazione tra le carrozze sperimentata sul prototipo Boa e sul MF 88, e l'apertura porte automatica centralizzata.
Dal 23 maggio 2011 al 2023, la versione CC equipaggia la linea 4, con i treni rimossi dalla linea 1 per far spazio ai MP 05, versione derivata dal MP 89, esteticamente identica, ma tecnologicamente più avanzata.
Tutti i treni della linea 4 a conduzione manuale sono stati accorciati di una cassa e spostati nel 2023 sulla linea 6, ma l’MP89 continua ad operare sulla linea 4 nella sua versione CA, con i treni provenienti dalla linea 14, ora equipaggiata al 100% da  MP 14.

## Storia
Nel 1988, a seguito di ingenti investimenti, il parco mezzi della RATP viene finalmente modernizzato. Gli ultimi Sprague-Thomson erano stati ritirati nel 1983 e l'età media dei treni si attestava a 14 anni. La RATP, cambiando strategia rispetto al passato, decise di rinnovare gradatamente i treni più vecchi, per evitare di ritrovarsi di nuovo a dover sostituire tutto il parco mezzi in una volta sola.
Priorità assoluta era la sostituzione dei MP 55 della linea 11 e di consentire il prolungamento della linea 1 fino a La Défense. La simultanea costruzione della linea 14 spinse la RATP ad emettere una specifica per la costruzione di nuovi treni su gomma, i MP 89 appunto, da ripartire fra due versioni:
- una versione a guida automatica, senza macchinista, per la linea 14;
- una versione con posto guida, a conduzione manuale, per la linea 1.

Il consiglio di amministrazione della RATP approvò il 28 settembre 1990 la concessione dell'appalto a GEC-Alsthom per complessive 665 di tipo MP 89. La commessa fu poi ridotta a 52 treni per la linea 1 e 21 treni per la linea 14 (totale 438 vetture).
Il primo convoglio sperimentale MP 89 CA fu consegnato nel 1994 per dei test sulla linea della Petite Ceinture.
Dopo che i test ebbero dato buon esito, il MP 89 entrò in servizio passeggeri il 27 marzo 1997 sulla linea 1, e il 15 ottobre 1998 sulla linea 14.
In seguito all'arrivo dei treni MP 05 sulla linea 1 nel 2011, i treni MP 89 in servizio lì sono stati trasferiti sulla linea 4 per sostituire i vetusti MP 59, una parte dei quali è andata ad equipaggiare la linea 11, mentre i restanti sono stati rottamati.

## Cabina di guida
La cabina di guida, presente solo sul modello CC, oltre alla strumentazione standard offre numerose altre funzionalità, come il pannello di controllo degli annunci sonori ai passeggeri. In genere il loro funzionamento è automatico: all'arrivo in una stazione (ad es. Concorde), la voce annuncia «Concorde» allorché il treno inizia a frenare; a treno quasi fermo, la voce annuncia, con un tono diverso «Concorde. Attention à la marche en descendant du train» ("attenzione a dove si cammina nel discendere dal treno"). Inoltre delle luci blu poste alla base delle porte si illuminano per rendere evidente lo spazio fra treno e banchina. In altri casi, tramite un sistema touch screen il macchinista può intervenire sul sistema e scegliere un annuncio sonoro diverso per ogni evenienza dall'archivio (ad esempio «Pas d'arrêt à la prochaine station pour travaux», "il treno non ferma alla prossima stazione per lavori").

## Caratteristiche
Il MP 89 presenta due diverse versioni:
- MP 89 CC, che sta per Conduite Conducteur (con macchinista), in uso sulla linea 4;
- MP 89 CA, che sta per Conduite Automatique (senza macchinista), in uso sulla linea 14 (Météor). Questa versione è priva di cabina di guida, ma presenta comunque un piccolo pannello di controllo d'emergenza.

Sugli MP 89 CC si adottano due sistemi diversi per l'apertura e la chiusura delle porte:
- il sistema Fersystem a cinghia dentata, riconoscibile per il rumore secco all'apertura delle porte. In uso su trenta MP 89 CC: i treni 02, 04, 05, 06, 10, 11, 15, 16, 17, 19, 21, 22, 23, 26, 27, 32, 33, 35, 36, 39, 41, 42, 43, 45, 46, 47, 48, 49, 50 e 52;
- il sistema Faiveley a viti senza fine, in uso per tutti i MP 89 CA della linea 14. Ne sono dotati anche ventidue MP 89 CC: i treni 01, 03, 07, 08, 09, 12, 13, 14, 18, 20, 24, 25, 28, 29, 30, 31, 34, 37, 38, 40, 44 e 51. Questi convogli sono stati i primi ad essere spostati sulla linea 4.

### Aspetto esterno
L'innovativo design della carrozzeria del MP 89 (caratterizzata dalle pareti laterali leggermente curve e dall'ampio parabrezza spiovente delle motrici) è opera dello stilista Roger Tallon e non ha precedenti nella storia del materiale rotabile della metropolitana di Parigi.

### Interno

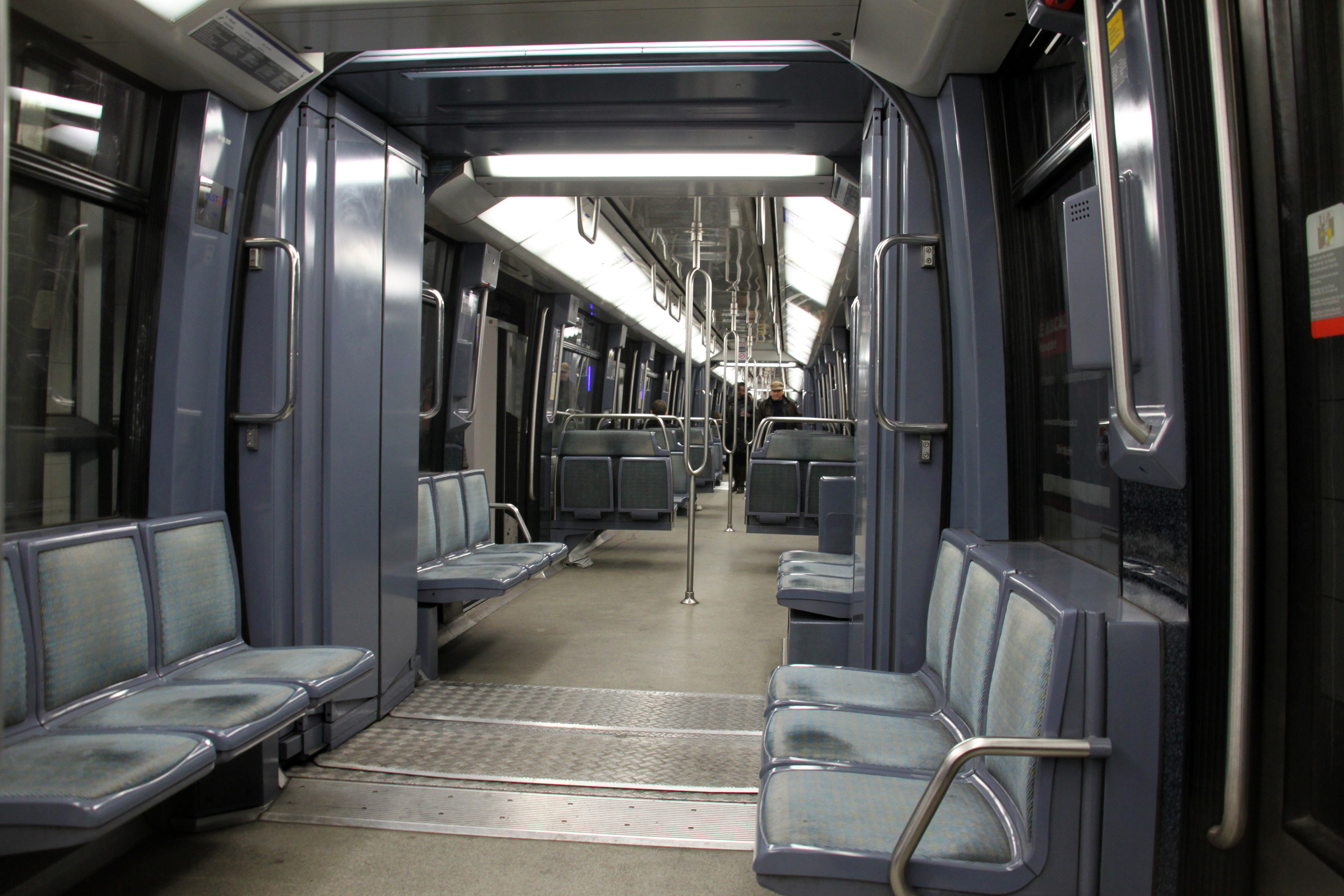
Interno di un MP 89 CC

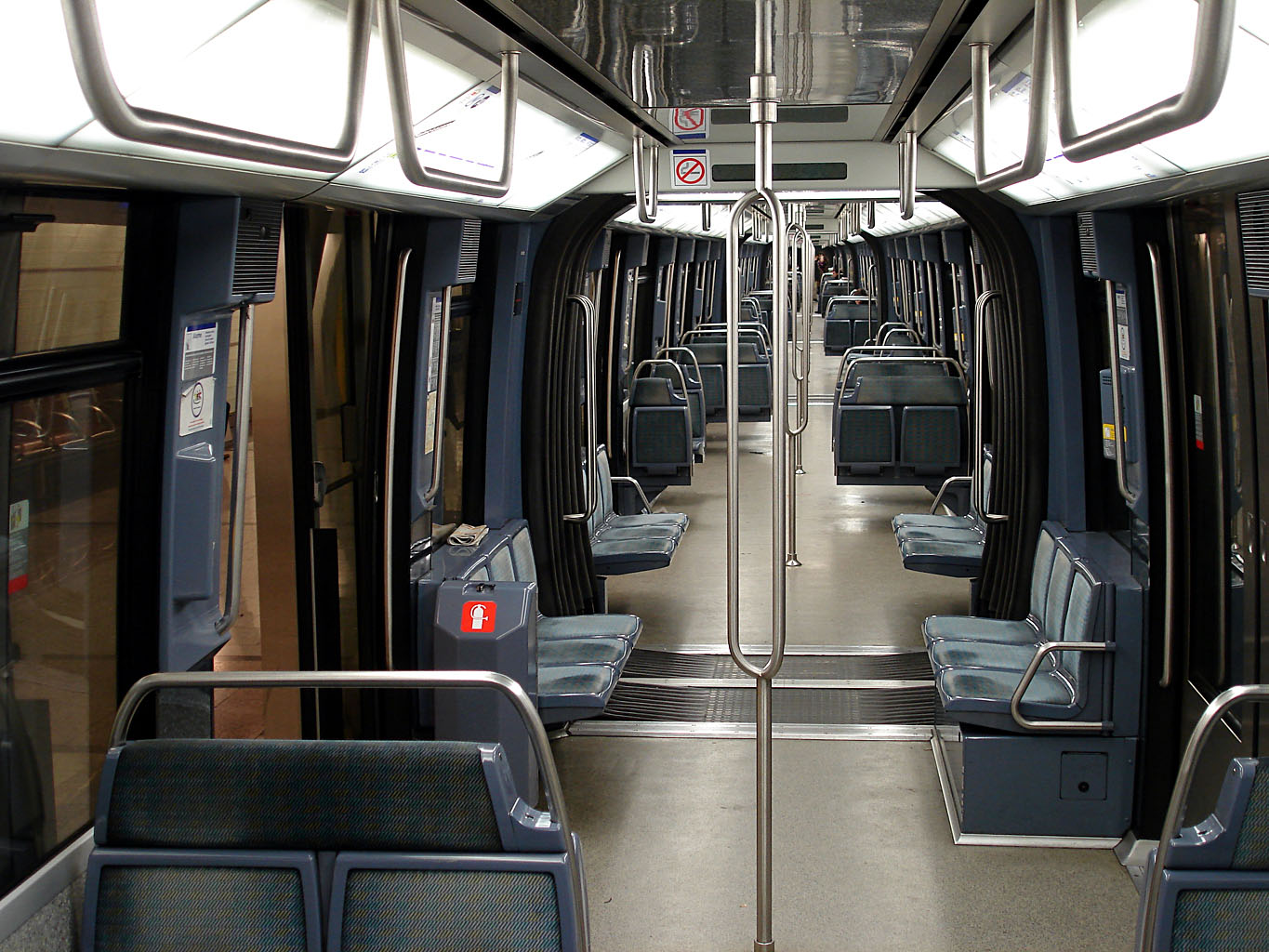
Interno di un MP 89 CA

L'intercircolazione tra le carrozze, che consente una maggiore capienza, è totale. Tuttavia tale tecnologia si è rivelata problematica per quel che riguarda i treni della linea 1, il cui tracciato presenta curve molto frequenti e strette (in particolare a Bastille ve n'è una di soli 37 m di raggio), che costringono spesso a parcheggiare i treni proprio in corrispondenza delle svolte, lasciando i giunti tra i vagoni piegati, con conseguente rischio di usura precoce. Pertanto i modelli CC presentano dei passaggi rinforzati con pannelli solidi alternati a sezioni in gomma, a parte alcuni che hanno ricevuto la medesima intercircolazione del CA per comparare il consumo. Cinque treni sono invece stati allestiti con i passaggi sviluppati per il MF 01.
L'apertura e la chiusura delle porte è interamente automatica e a comando esclusivo del macchinista, a differenza dei precedenti modelli, nei quali occorre premere un bottone o tirare una maniglia per aprire gli sportelli.
La chiusura delle porte è annunciata dall'accensione di alcune spie rosse sopra le porte e da un segnale sonoro. Un sistema a messaggi audio preregistrati annuncia ai passeggeri il nome della stazione. Su un convoglio della linea 1, tra il 2006 e il 2007, furono altresì sperimentati degli schermi LCD in aggiunta agli altoparlanti.

### Scheda tecnica
- Linee equipaggiate: 1, 4 e 14

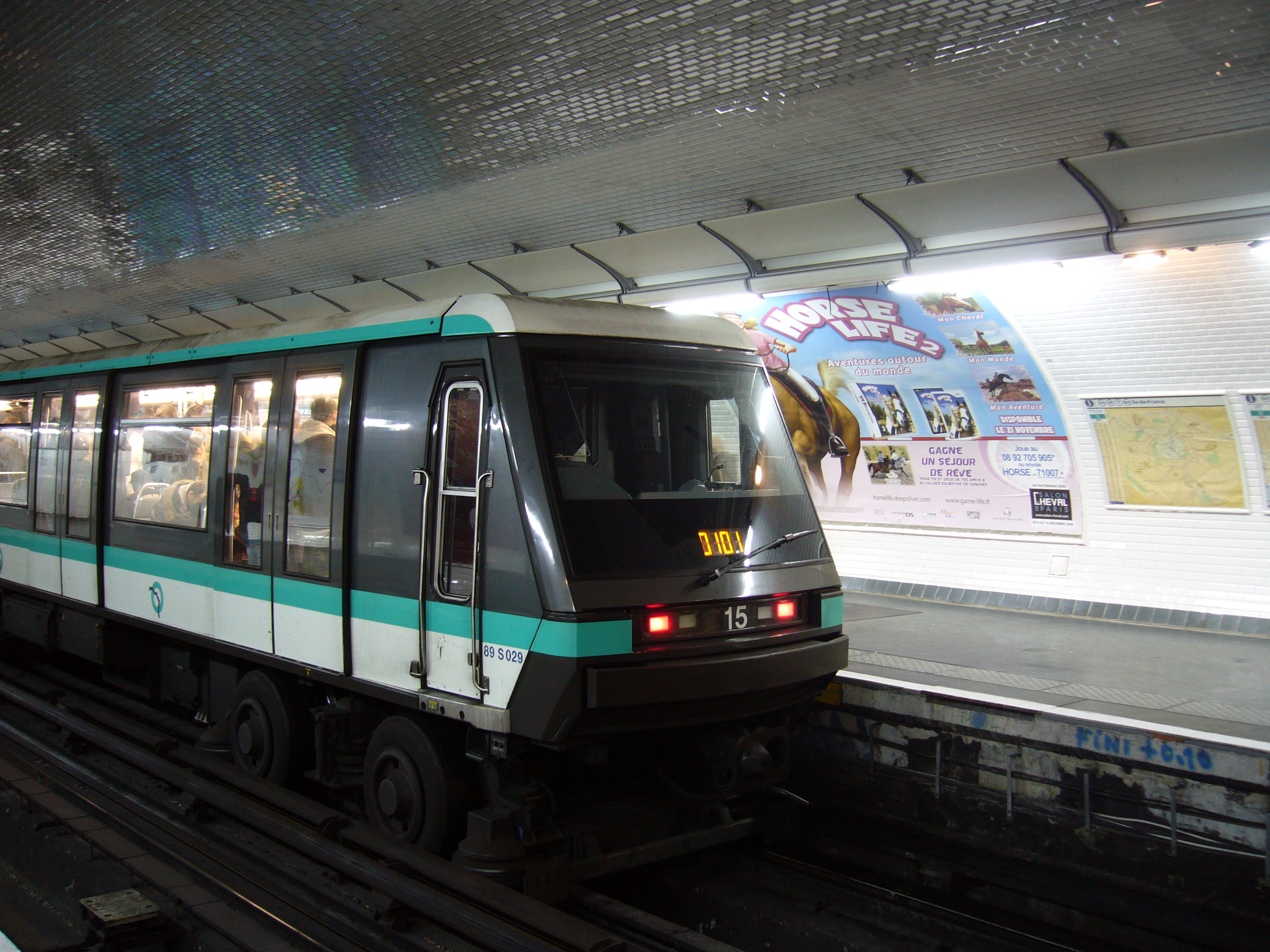
Treno sulla linea 1.

- Convogli costruiti: 52 (CC) + 21 (CA)
- Composizione: 6 carrozze (S-N-N-N-N-S)
- Lunghezza: 90,28 m
- Larghezza: 2,448 m
- Peso in servizio: 144,2 t (CC) - 135 t (CA)
- Carrozzeria: lega di alluminio
- Potenza massima: 2800 kW
- Modulatori di trazione: a tiristori, uscita trifase
- Accelerazione da fermo: 1,25 m/s² (a pieno carico)
- Carrelli: con pneumatici, a 4 ruote principali e 4 ruotini di guida
- Velocità massima: 80 km/h
- Velocità in servizio: 70 km/h (CC) - 80 km/h (CA)
- Porte: 6 porte per carrozza, automatiche, scorrevoli, larghezza 1,65 m
- Posti a sedere: 132 (CC) - 144 (CA)
- Capienza massima: 720 (CC) - 722 (CA)

### Treni speciali
Alcuni convogli (elencati qui sotto) presentano differenze sostanziali rispetto allo standard del modello.

#### MP 89 CC

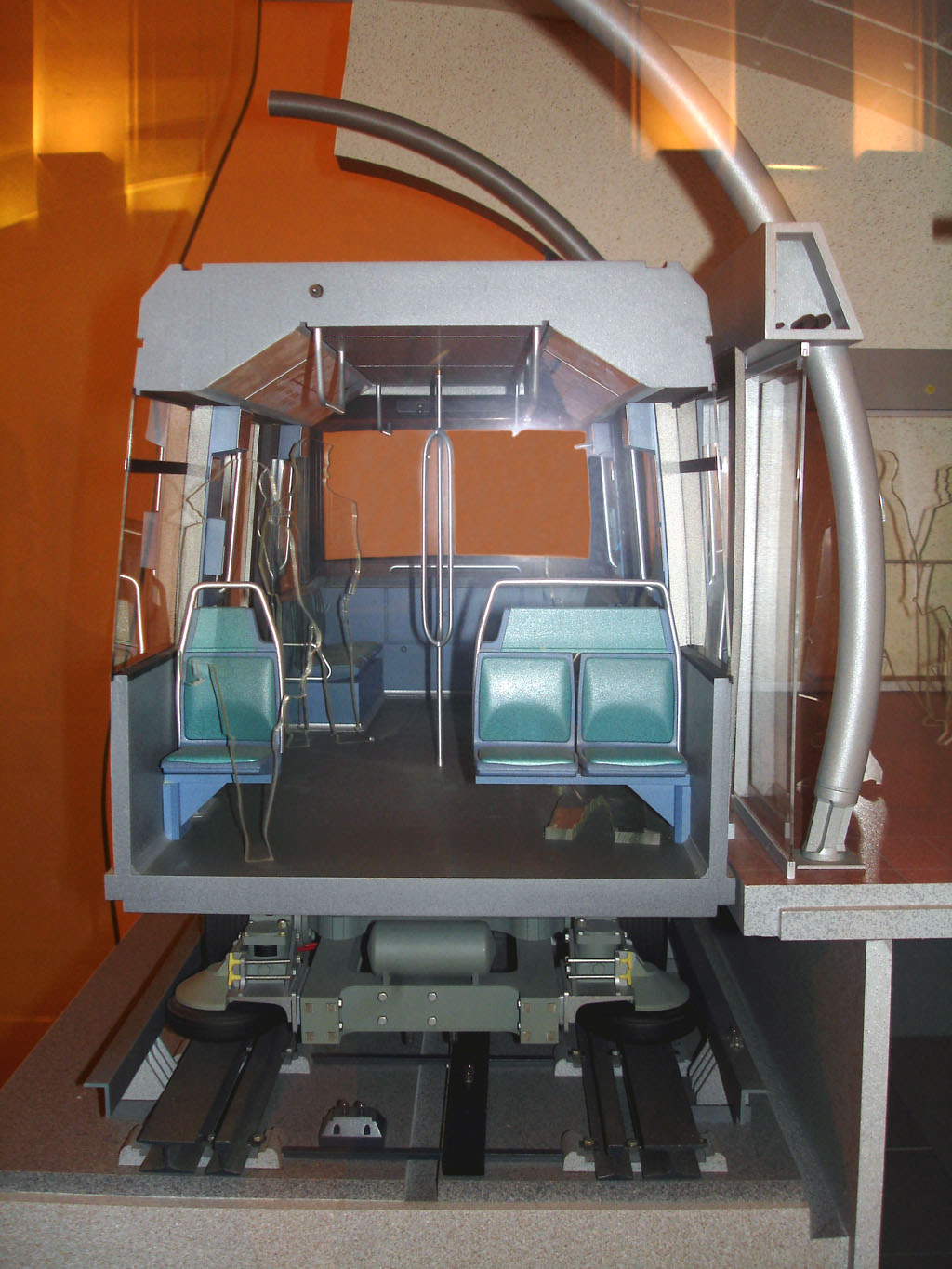
Spaccato di un convoglio MP 89 CA della linea 14: notare l'assenza di cabina di guida e la zona passeggeri che arriva fino al parabrezza.

| Treno N° | Particolarità |
| -------- | --- |
| 01       | Logo RATP stampigliato ad entrambe le estremità. Questo convoglio è stato il primo a trasferirsi sulla linea 4 (tra l'11 e il 12 aprile 2011). In origine non disponeva di passaggi d'intercircolazione. |
| 02       | Intercircolazione di tipo MP 89 CA, logo RATP stampigliato solo ad un'estremità. |
| 08       | Intercircolazione di tipo MP 89 CA |
| 09       | Intercircolazione di tipo MP 89 CA |
| 13       | Intercircolazione di tipo MP 89 CA |
| 18       | Intercircolazione di tipo MP 89 CA |
| 36       | Dotato di schermi LCD per informazioni ai passeggeri (rimossi nel 2007) |
| 43       | Intercircolazione di tipo MF 01 |
| 45       | Intercircolazione di tipo MF 01 |
| 46       | Intercircolazione di tipo MF 01 |
| 47       | Intercircolazione di tipo MF 01 |
| 48       | Intercircolazione di tipo MF 01 |
| 49       | Intercircolazione di tipo MF 01 |
| 50       | Intercircolazione di tipo MF 01 Spesso la livrea è costituita da pannelli pubblicitari |
| 51       | Intercircolazione di tipo MP 89 CA (poi rimossa) |
| 52       | Intercircolazione di tipo MP 89 CA (poi rimossa) |

## Parco mezzi MP 89 CC
Stato del materiale al 13 gennaio 2013.
| Numero del treno | Composizione                                              | Stato     | Linea di competenza |
| ---------------- | --------------------------------------------------------- | --------- | ------------------- |
| 01               | 89 S 001-89 N1 001-89 N2 001-89 N2 002-89 N1 002-89 S 002 | Operativo | 4                   |
| 02               | 89 S 003-89 N1 003-89 N2 003-89 N2 004-89 N1 004-89 S 004 | Operativo | 4                   |
| 03               | 89 S 005-89 N1 005-89 N2 005-89 N2 006-89 N1 006-89 S 006 | Operativo | 4                   |
| 04               | 89 S 007-89 N1 007-89 N2 007-89 N2 008-89 N1 008-89 S 008 | Operativo | 4                   |
| 05               | 89 S 009-89 N1 009-89 N2 009-89 N2 010-89 N1 010-89 S 010 | Operativo | 4                   |
| 06               | 89 S 011-89 N1 011-89 N2 011-89 N2 012-89 N1 012-89 S 012 | Operativo | 4                   |
| 07               | 89 S 013-89 N1 013-89 N2 013-89 N2 014-89 N1 014-89 S 014 | Operativo | 4                   |
| 08               | 89 S 015-89 N1 015-89 N2 015-89 N2 016-89 N1 016-89 S 016 | Operativo | 4                   |
| 09               | 89 S 017-89 N1 017-89 N2 017-89 N2 018-89 N1 018-89 S 018 | Operativo | 4                   |
| 10               | 89 S 019-89 N1 019-89 N2 019-89 N2 020-89 N1 020-89 S 020 | Operativo | 4                   |
| 11               | 89 S 021-89 N1 021-89 N2 021-89 N2 022-89 N1 022-89 S 022 | Operativo | 4                   |
| 12               | 89 S 023-89 N1 023-89 N2 023-89 N2 024-89 N1 024-89 S 024 | Operativo | 4                   |
| 13               | 89 S 025-89 N1 025-89 N2 025-89 N2 026-89 N1 026-89 S 026 | Operativo | 4                   |
| 14               | 89 S 027-89 N1 027-89 N2 027-89 N2 028-89 N1 028-89 S 028 | Operativo | 4                   |
| 15               | 89 S 029-89 N1 029-89 N2 029-89 N2 030-89 N1 030-89 S 030 | Operativo | 4                   |
| 16               | 89 S 031-89 N1 031-89 N2 031-89 N2 032-89 N1 032-89 S 032 | Operativo | 4                   |
| 17               | 89 S 033-89 N1 033-89 N2 033-89 N2 034-89 N1 034-89 S 034 | Operativo | 4                   |
| 18               | 89 S 035-89 N1 035-89 N2 035-89 N2 036-89 N1 036-89 S 036 | Operativo | 4                   |
| 19               | 89 S 037-89 N1 037-89 N2 037-89 N2 038-89 N1 038-89 S 038 | Operativo | 4                   |
| 20               | 89 S 039-89 N1 039-89 N2 039-89 N2 040-89 N1 040-89 S 040 | Operativo | 4                   |
| 21               | 89 S 041-89 N1 041-89 N2 041-89 N2 042-89 N1 042-89 S 042 | Operativo | 4                   |
| 22               | 89 S 043-89 N1 043-89 N2 043-89 N2 044-89 N1 044-89 S 044 | Operativo | 4                   |
| 23               | 89 S 045-89 N1 045-89 N2 045-89 N2 046-89 N1 046-89 S 046 | Operativo | 4                   |
| 24               | 89 S 047-89 N1 047-89 N2 047-89 N2 048-89 N1 048-89 S 048 | Operativo | 4                   |
| 25               | 89 S 049-89 N1 049-89 N2 049-89 N2 050-89 N1 050-89 S 050 | Operativo | 4                   |
| 26               | 89 S 051-89 N1 051-89 N2 051-89 N2 052-89 N1 052-89 S 052 | Operativo | 4                   |
| 27               | 89 S 053-89 N1 053-89 N2 053-89 N2 054-89 N1 054-89 S 054 | Operativo | 4                   |
| 28               | 89 S 055-89 N1 055-89 N2 055-89 N2 056-89 N1 056-89 S 056 | Operativo | 4                   |
| 29               | 89 S 057-89 N1 057-89 N2 057-89 N2 058-89 N1 058-89 S 058 | Operativo | 4                   |
| 30               | 89 S 059-89 N1 059-89 N2 059-89 N2 060-89 N1 060-89 S 060 | Operativo | 4                   |
| 31               | 89 S 061-89 N1 061-89 N2 061-89 N2 062-89 N1 062-89 S 062 | Operativo | 4                   |
| 32               | 89 S 063-89 N1 063-89 N2 063-89 N2 064-89 N1 064-89 S 064 | Operativo | 4                   |
| 33               | 89 S 065-89 N1 065-89 N2 065-89 N2 066-89 N1 066-89 S 066 | Operativo | 4                   |
| 34               | 89 S 067-89 N1 067-89 N2 067-89 N2 068-89 N1 068-89 S 068 | Operativo | 4                   |
| 35               | 89 S 069-89 N1 069-89 N2 069-89 N2 070-89 N1 070-89 S 070 | Operativo | 4                   |
| 36               | 89 S 071-89 N1 071-89 N2 071-89 N2 072-89 N1 072-89 S 072 | Operativo | 4                   |
| 37               | 89 S 073-89 N1 073-89 N2 073-89 N2 074-89 N1 074-89 S 074 | Operativo | 4                   |
| 38               | 89 S 075-89 N1 075-89 N2 075-89 N2 076-89 N1 076-89 S 076 | Operativo | 4                   |
| 39               | 89 S 077-89 N1 077-89 N2 077-89 N2 078-89 N1 078-89 S 078 | Operativo | 4                   |
| 40               | 89 S 079-89 N1 079-89 N2 079-89 N2 080-89 N1 080-89 S 080 | Operativo | 4                   |
| 41               | 89 S 081-89 N1 081-89 N2 081-89 N2 082-89 N1 082-89 S 082 | Operativo | 4                   |
| 42               | 89 S 083-89 N1 083-89 N2 083-89 N2 084-89 N1 084-89 S 084 | Operativo | 4                   |
| 43               | 89 S 085-89 N1 085-89 N2 085-89 N2 086-89 N1 086-89 S 086 | Operativo | 4                   |
| 44               | 89 S 087-89 N1 087-89 N2 087-89 N2 088-89 N1 088-89 S 088 | Operativo | 4                   |
| 45               | 89 S 089-89 N1 089-89 N2 089-89 N2 090-89 N1 090-89 S 090 | Operativo | 4                   |
| 46               | 89 S 091-89 N1 091-89 N2 091-89 N2 092-89 N1 092-89 S 092 | Operativo | 4                   |
| 47               | 89 S 093-89 N1 093-89 N2 093-89 N2 094-89 N1 094-89 S 094 | Operativo | 4                   |
| 48               | 89 S 095-89 N1 095-89 N2 095-89 N2 096-89 N1 096-89 S 096 | Operativo | 4                   |
| 49               | 89 S 097-89 N1 097-89 N2 097-89 N2 098-89 N1 098-89 S 098 | Operativo | 4                   |
| 50               | 89 S 099-89 N1 099-89 N2 099-89 N2 100-89 N1 100-89 S 100 | Operativo | 4                   |
| 51               | 89 S 101-89 N1 101-89 N2 101-89 N2 102-89 N1 102-89 S 102 | Operativo | 4                   |
| 52               | 89 S 103-89 N1 103-89 N2 103-89 N2 104-89 N1 104-89 S 104 | Operativo | 4                   |

## Parco mezzi MP 89 CA
Stato del materiale al 1º maggio 2012.
| Numero del treno | Composizione                                                    | Stato     | Linea di competenza |
| ---------------- | --------------------------------------------------------------- | --------- | ------------------- |
| 01               | 89 S 1001-89 N1 1001-89 N2 1001-89 N2 1002-89 N1 1002-89 S 1002 | Operativo | 14                  |
| 02               | 89 S 1003-89 N1 1003-89 N2 1003-89 N2 1004-89 N1 1004-89 S 1004 | Operativo | 14                  |
| 03               | 89 S 1005-89 N1 1005-89 N2 1005-89 N2 1006-89 N1 1006-89 S 1006 | Operativo | 14                  |
| 04               | 89 S 1007-89 N1 1007-89 N2 1007-89 N2 1008-89 N1 1008-89 S 1008 | Operativo | 14                  |
| 05               | 89 S 1009-89 N1 1009-89 N2 1009-89 N2 1010-89 N1 1010-89 S 1010 | Operativo | 14                  |
| 06               | 89 S 1011-89 N1 1011-89 N2 1011-89 N2 1012-89 N1 1012-89 S 1012 | Operativo | 14                  |
| 07               | 89 S 1013-89 N1 1013-89 N2 1013-89 N2 1014-89 N1 1014-89 S 1014 | Operativo | 14                  |
| 08               | 89 S 1015-89 N1 1015-89 N2 1015-89 N2 1016-89 N1 1016-89 S 1016 | Operativo | 14                  |
| 09               | 89 S 1017-89 N1 1017-89 N2 1017-89 N2 1018-89 N1 1018-89 S 1018 | Operativo | 14                  |
| 10               | 89 S 1019-89 N1 1019-89 N2 1019-89 N2 1020-89 N1 1020-89 S 1020 | Operativo | 14                  |
| 11               | 89 S 1021-89 N1 1021-89 N2 1021-89 N2 1022-89 N1 1022-89 S 1022 | Operativo | 14                  |
| 12               | 89 S 1023-89 N1 1023-89 N2 1023-89 N2 1024-89 N1 1024-89 S 1024 | Operativo | 14                  |
| 13               | 89 S 1025-89 N1 1025-89 N2 1025-89 N2 1026-89 N1 1026-89 S 1026 | Operativo | 14                  |
| 14               | 89 S 1027-89 N1 1027-89 N2 1027-89 N2 1028-89 N1 1028-89 S 1028 | Operativo | 14                  |
| 15               | 89 S 1033-89 N1 1029-89 N2 1029-89 N2 1030-89 N1 1030-89 S 1030 | Operativo | 14                  |
| 16               | 89 S 1031-89 N1 1031-89 N2 1031-89 N2 1032-89 N1 1032-89 S 1032 | Operativo | 14                  |
| 17               | 89 S 1029-89 N1 1033-89 N2 1033-89 N2 1034-89 N1 1034-89 S 1034 | Operativo | 14                  |
| 18               | 89 S 1035-89 N1 1035-89 N2 1035-89 N2 1036-89 N1 1036-89 S 1036 | Operativo | 14                  |
| 19               | 89 S 1037-89 N1 1037-89 N2 1037-89 N2 1038-89 N1 1038-89 S 1038 | Operativo | 14                  |
| 20               | 89 S 1039-89 N1 1039-89 N2 1039-89 N2 1040-89 N1 1040-89 S 1040 | Operativo | 14                  |
| 21               | 89 S 1041-89 N1 1041-89 N2 1041-89 N2 1042-89 N1 1042-89 S 1042 | Operativo | 14                  |

## Evoluzioni

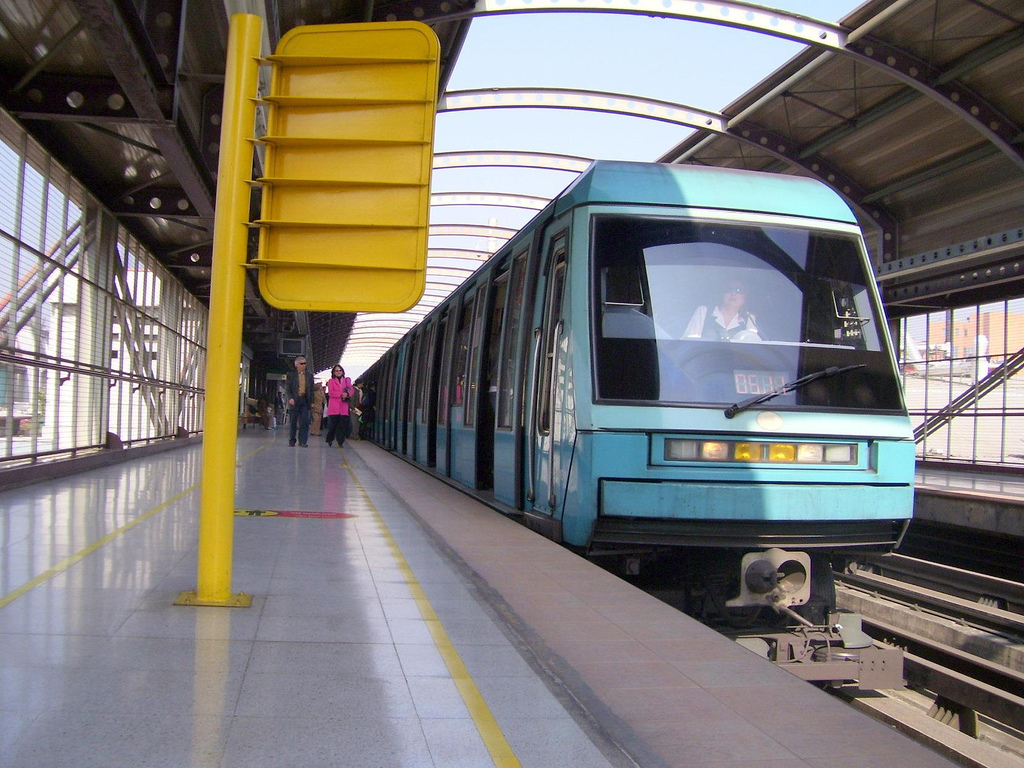
Treno NS 93 della metropolitana di Santiago del Cile.

Il treno 36 nel 2006 è stato dotato di schermi LCD e display per annunci ai passeggeri, poi rimossi l'anno seguente.
Con l'automatizzazione della linea 1 della metropolitana di Parigi, i treni MP 89 CC ivi in servizio sono stati trasferiti alla linea 4 per cedere il posto ai nuovi MP 05 a partire da aprile 2011. Tale operazione è stata terminata il 9 aprile 2013 (ultimo convoglio trasferito è il CC26).
Il parco MP89CC proveniente dalla linea 1 consta di 52 convogli a 6 carrozze; l'utilizzo dell'intero parco convogli è previsto in concomitanza con l'estensione fino a Bagnuex.
La completa automazione della linea 4, infatti, verrà realizzata (a partire dal 2022 circa) utilizzando convogli MP89CA e MP05, provenienti dalla linea 14, ed i nuovi treni MP14 (anche la linea 14 avrà gli MP14, ma saranno composti da 8 carrozze). Di conseguenza gli MP89CC saranno trasferiti sulla linea 6. Il trasferimento comporterà le modifiche alle banchine (siccome i treni sono più larghi), l'accorciamento dei convogli da 6 a 5 carrozze e il ritiro degli MP73 dal servizio.

## Altri impieghi
Una versione derivata dal MP 89, sempre costruita da Alstom, presta servizio sul metrò di Santiago del Cile con il nome « NS 93 ».
Una versione derivata dal MP 89 CA con due motrici, nota come MP 89 TL, è in servizio da ottobre 2008 sulla linea M2 della metropolitana di Losanna, che presenta la più forte pendenza al mondo (rampe del 120 ‰).

## Galleria d'immagini
- Transito di un MP 89 a Pont de Neuilly.

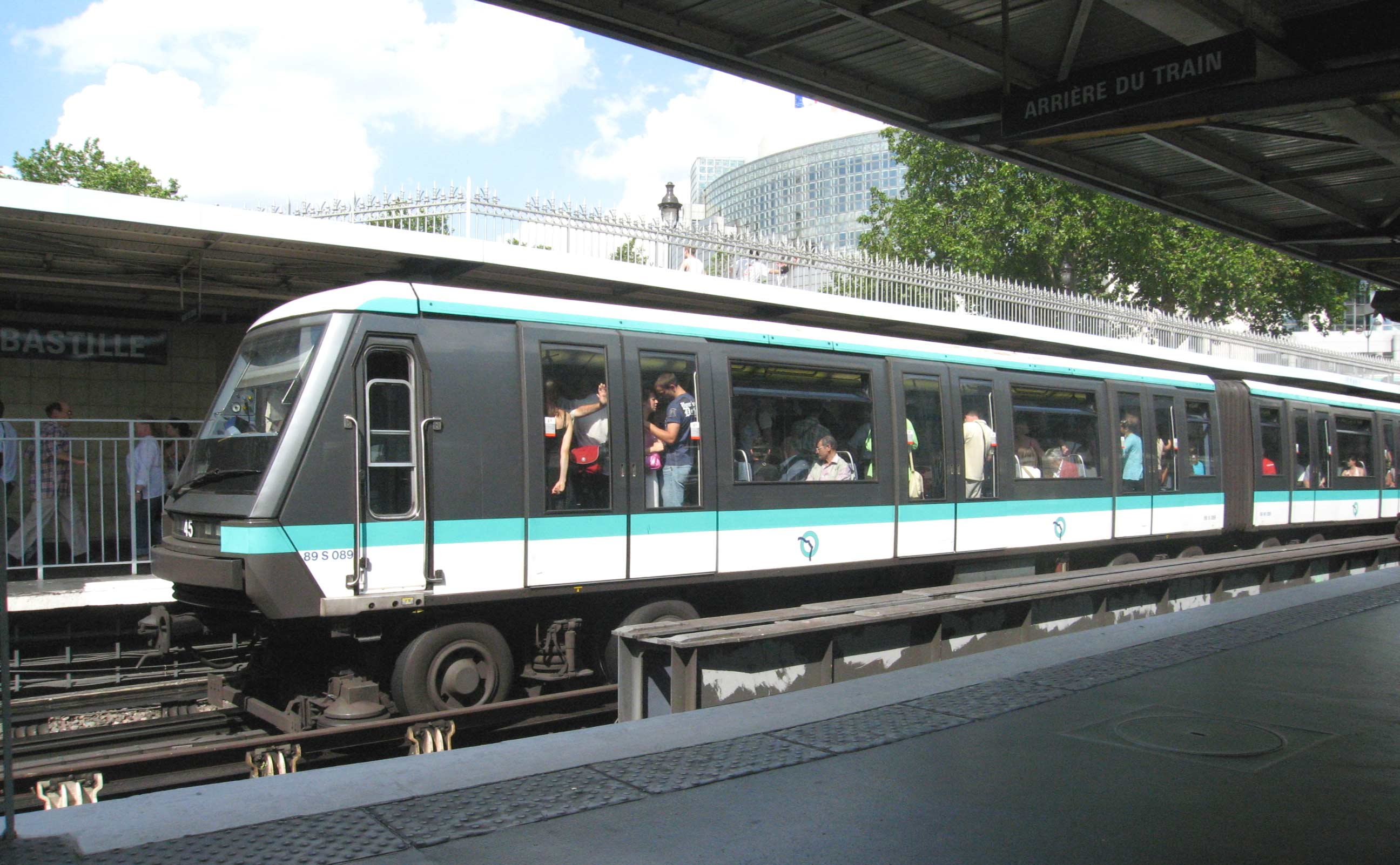
Convoglio MP 89 CC sulla linea 1 a Bastille.
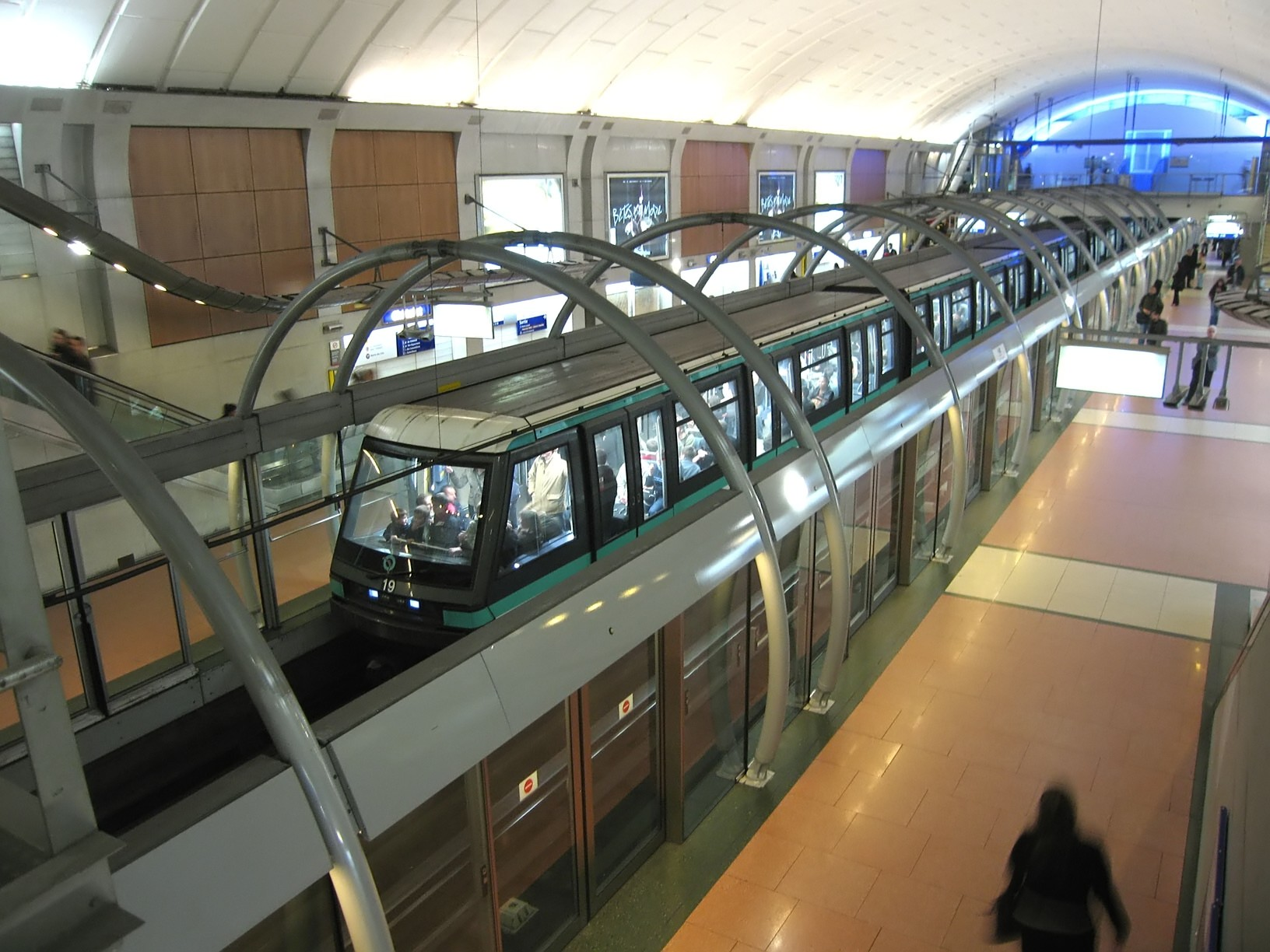
MP 89 CA a Châtelet, linea 14.
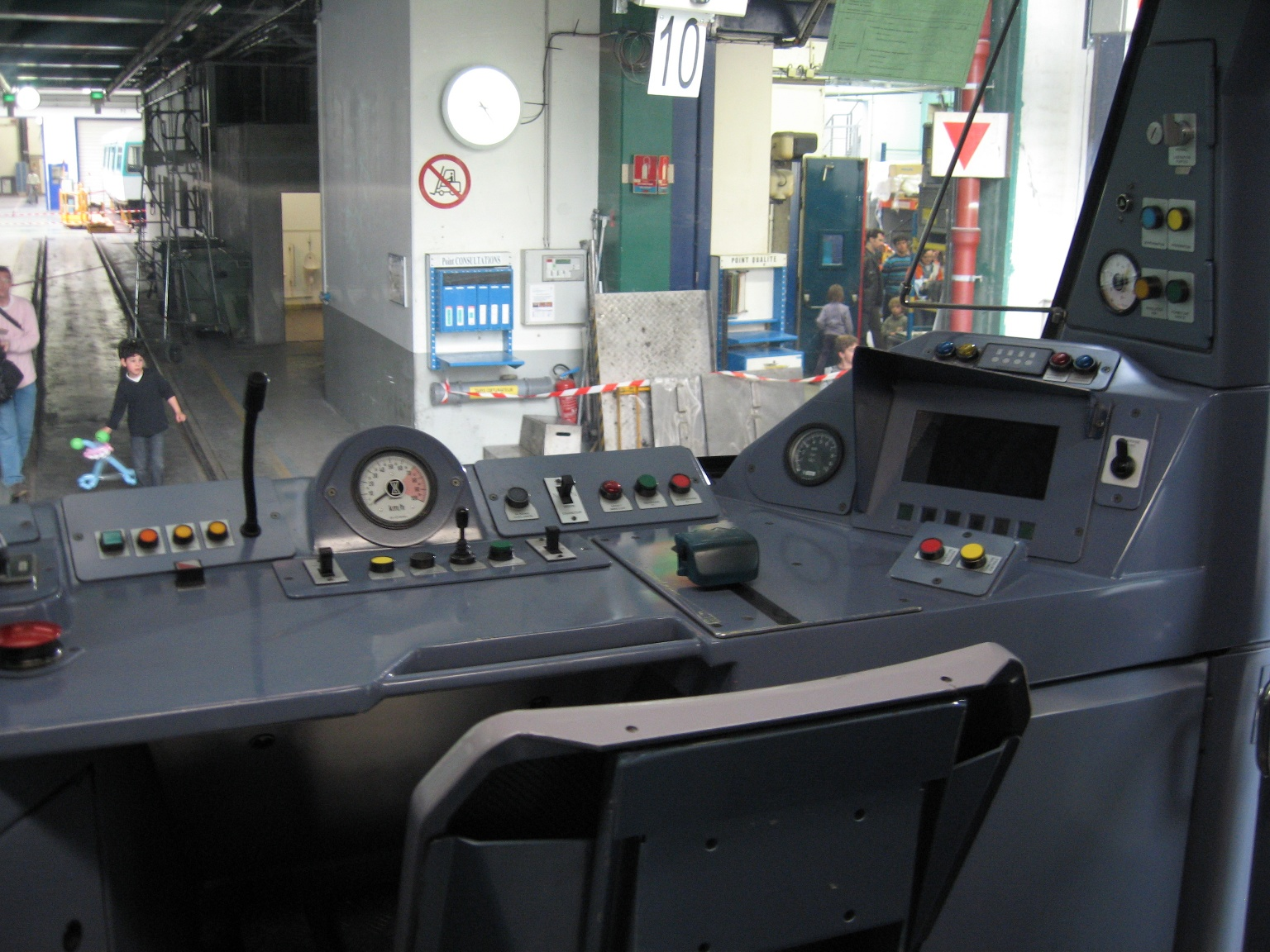
Posto guida di un MP 89 CC.